# Fortún Ximénez
Fortún Ximénez Bertandoña († 1533) byl španělský mořeplavec baskického původu, který vedl vzpouru během rané expedice podél pobřeží Mexika a je prvním známým Evropanem, který přistál na Kalifornském poloostrově.
Ximénez byl lodivodem lodi Concepción, kterou vyslal Hernán Cortés a jejímž kapitánem byl Diego de Becerra. Loď vyrazila 30. listopadu 1533 a cestovala severně podél pobřeží Nového Španělska z dnešního Manzanilla v Colimě, aby hledala dvě lodě, které beze stopy zmizely na podobné cestě v předchozím roce. Předchozí lodě hledaly „Aniánskou úžinu“ (západní konec tolik očekávaného Severozápadního průjezdu) a Kalifornský ostrov, pojmenovaný podle mytických míst v romantickém románu Las sergas de Esplandián, který dříve vyšel ve Španělsku a byl populární mezi conquistadory. Fiktivní Kalifornie byla pozemským rájem obývaným pouze ženami tmavé pleti.
Během plavby vedl Ximénez povstání, při kterém byl zabit kapitán. Vzbouřenci poté přistáli poblíž dnešního La Paz, na jižním cípu Kalifornského poloostrova, o kterém vzbouřenci věřili, že je to Kalifornský ostrov. Ximénez byl zabit při střetu s místními domorodci. Přeživší se vrátili do Nového Španělska s příběhem o černých perlách, což podnítilo další průzkum „ostrova“ Santa Cruz, jak Cortés poloostrov pojmenoval.
Příběhy těch, kteří přežili, podnítily Cortése v následujících letech k několika následným výpravám, které vyústily ve velmi krátkodobé lovy perel.